# 자야바르만 2세
자야바르만 2세(Jayavarman II, 크메르어: ជ័យវរ្ម័នទី២)는 크메르 제국의 시조이다. 동남아시아의 광대한 영토를 다스렸으며, 그의 사후에도 600년간 크메르 제국이 생명을 이어간다. 자신이 기록한 사적이 없기 때문에 역사학자들은 그의 통치기간을 802년에서 835년~850년 사이로 추측한다.

## 생애
자야바르만 2세는 브라만의 의식을 행하는 돈독한 힌두교 신자였으며, 이것은 크메르 제국의 남겨진 유물로부터 추측해 볼 수 있다. 그는 데바라자(devaraja)라는 힌두교 의식을 확립하였으며, 이는 후대의 왕들에게도 계승된다.
자야바르만(Jayavarman) 2세는 자신을 만국의 군주로 자칭하며, 현재의 앙코르 유적 남쪽에 있는 룰루오스 지역에 하리하랄라야라는 수도를 건립한다.
크메르 제국의 역사에서 건국왕이라는 중요한 역할을 했음에도 불구하고, 그 자신이 기록을 남기지 않아서 그의 행적을 파악하기는 쉽지 않다. 남아 있는 기록들은 대부분의 그의 사후에 씌여진 것들이다. 귀족으로 출생하였으며, 그 당시의 그의 이름은 자야바르만 이비스였다.

## 건국
자야바르만 2세는 캄보디아로 돌아오기 전 인도네시아의 사이렌드라스에서 일정 시간을 보낸 것으로 나타나 있다. 후에 사이렌드라스 왕조가 메콩강에서부터 수도까지 크메르를 공격했는데, 따라서 자야바르만 2세는 당시의 공격으로 포로로 잡혀 인도네시아로 간 것으로 추측할 수 있다. 790년을 전후해서 세력을 규합하여 영토를 확장하고 작은 공국들을 통합해 인드라푸라에 수도를 정한다. 그 후 여러 차례 거점을 옮기게 되는데,  현재의 롤루오스 지역인 하리하랄라야로, 옮겨 오면서 제국의 기초를 쌓는다.
서기 802년 자야바르만 2세는 수도를 앙코르 톰의 동북부 마헨드라파르바타로 이전하고, 자신을 만국의 통치자라고 선언한다. 이것은 인도네시아로부터 독립과 새로운 크메르 제국의 성립을 선언한 것이었다. 이때부터 앙코르 왕조 시대로 접어든다.